# The Grey Mare and her Colts

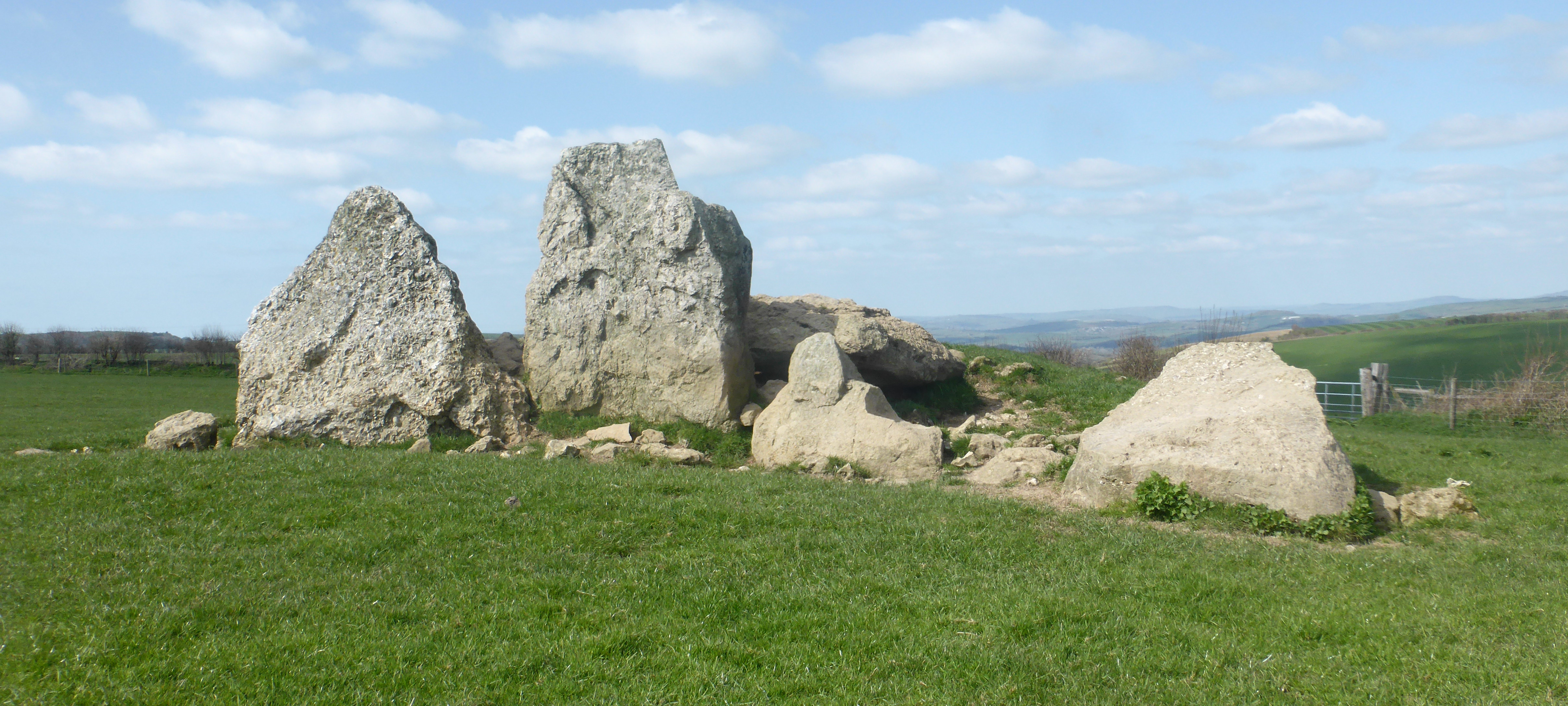
The Grey Mare and Her Colts

The Grey Mare and her Colts (deutsch die Graue Stute und ihre Fohlen) ist ein neolithisches Kammergrab (englisch chambered tomb) in einem Long Barrow, etwa fünf Kilometer nördlich von Chesil Beach bei Abbotsbury in Dorset in England.
The Grey Mare und ihre Colts liegt auf einer Hochebene. Im Südosten liegt ein Trockental, dessen Wasser sich in den Fluss Bride ergossen hat. 
Der Südost-Nordwest orientierte Erdhügelrest ist noch etwa 24 m lang und etwa einen Meter hoch. Von der eingestürzten Kammer am südlichen Ende stehen noch zwei große Steine. Mehrere andere liegen, teilweise versetzt, am Boden. Es besteht eine gewisse Ähnlichkeit, wenn auch nicht der Dimensionen mit dem West Kennet Long Barrow.
Bei der Ausgrabung im frühen 19. Jahrhundert wurden menschliche Knochen und Tonscherben entdeckt.
Etwa 2,0 km östlich liegt der Hellstone. Der restaurierte Steinkreis von Kingston Russell liegt etwa 0,8 km entfernt im Nordwesten.